# 今里駅 (近鉄)
今里駅（いまざとえき）は、大阪府大阪市生野区新今里四丁目にある、近畿日本鉄道（近鉄）の駅。

## 利用可能な鉄道路線
- 近畿日本鉄道 
  - 大阪線：駅番号はD03
  - 奈良線：駅番号はA03

乗り入れている路線は、線路名称上は大阪線のみであるが、複々線を利用して奈良線の列車も乗り入れており、案内上はそれぞれ独立した路線とされている。
Osaka Metro千日前線にも同名の今里駅があるが約900m離れているため、乗り換えには適さない。同線に乗り換える場合は、鶴橋駅を利用することになる。

## 歴史
開業時は西ノ川橋梁付近から当駅東端まで併用軌道であった。当駅は併用軌道上にあり、市道生野区第1204号線をはさんで運転士が向い合う千鳥式配置であった。1922年9月末までに専用軌道（新設軌道）になり、併用軌道であった西ノ川橋梁を鉄道橋・道路橋に分離している。
1924年10月31日の布施－ 八尾間開業により大阪線列車が乗り入れるようになり、1937年3月15日に市道中道桑津線（上新庄生野線）東側から八尾街道架道橋東側までが複線高架になり、当駅も高架駅になった。
当駅を含む上本町（現在の大阪上本町）－布施間は多くの列車が乗り入れる過密線区であり、高頻度の運行を維持するために戦時中から大阪線の全列車は当駅を通過する措置を採っていたが、それでも同区間は架線電圧の異なる2路線が乗り入れていたことから混雑はさほど解消されていなかった。そこで戦後同区間では複々線化工事が行われ大阪線と奈良線の線路が完全に分離、当駅の南側には高架橋が造られ大阪線上りホームが設置された。この両路線の分離により架線電圧の違いによる問題が解消され、列車の輻輳が抑えられた結果、大阪線の列車の当駅への停車が可能となっている。

### 年表
- 1914年（大正3年）4月30日：大阪電気軌道奈良線開通時に片江駅として開業[5]。
- 1922年（大正11年）：今里片江駅に改称[3][6]。
- 1929年（昭和4年）：今里駅に改称[3]。
- 1937年（昭和12年）3月15日：複線で高架化される[7]。
- 1941年（昭和16年）3月15日：参宮急行電鉄との会社合併により、関西急行鉄道の駅となる[5]。同時に線路名称が整理され、奈良線の上本町駅 - 当駅 - 布施駅間は桜井線と統合されて大阪線となり、奈良線の起点は布施駅となる[8]。
- 1944年（昭和19年）6月1日：会社合併により近畿日本鉄道の駅となる[5]。
- 1956年（昭和31年）12月8日：複々線化工事が完了し、大阪線上りホームが新設され[4]、21日のダイヤ変更から下り列車を含めて大阪線列車の停車が開始される[4]。
- 1971年（昭和46年）4月1日：定期券専用自動改札機を設置し、供用開始[9]。
- 2007年（平成19年）4月1日：PiTaPa使用開始[10]。
- 2024年（令和6年）11月10日 - 終日無人化[11]。

## 駅構造
相対式ホームの間に島式ホームが配置された3面4線の高架駅である。有効長は全面6両編成分。改札・コンコースは1階、ホームは2階にある。改札口は南側の1か所のみ。
1956年の複々線化までは2面の相対式ホームで、奈良線の普通列車のみが停車していた。複々線化後は、2番ホームが奈良線上り、3番線ホームが大阪線下りの扱いとなっていたが、1975年に現行のホームに変更された。
無人駅で、駅遠隔監視システムが導入されている（管理駅は鶴橋駅）。2024年（令和6年）11月10日までは終日有人駅だった。PiTaPa・ICOCA対応の自動改札機及び自動精算機（回数券カードおよびICカードのチャージに対応）が設置されている。

### のりば

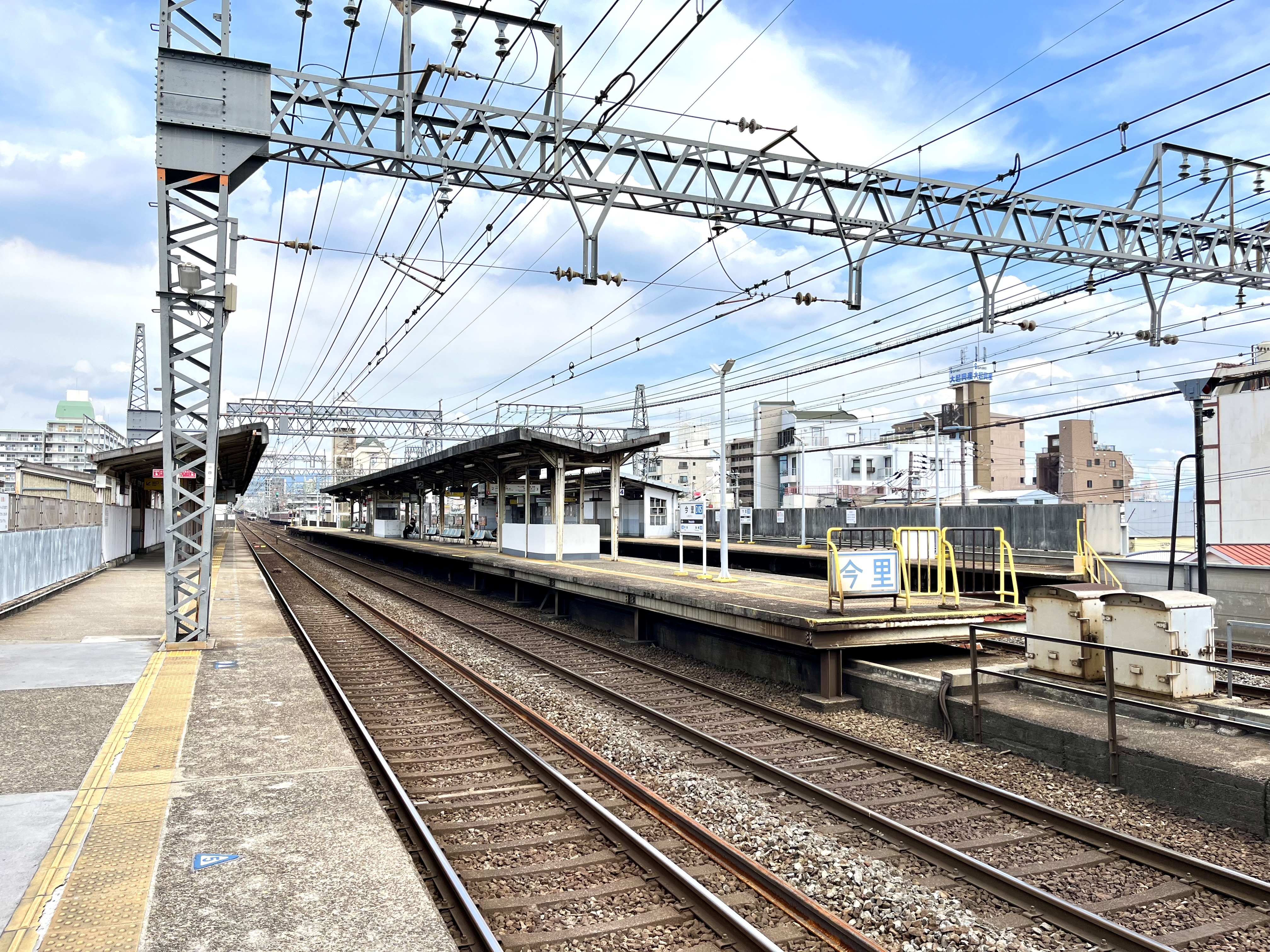
プラットホーム

| のりば | 路線     | 方向 | 行先               |
| ------ | -------- | ---- | ------------------ |
| 1      | A 奈良線 | 下り | 近鉄奈良方面       |
| 2      | D 大阪線 | 下り | 河内国分方面       |
| 3      | A 奈良線 | 上り | 大阪難波・尼崎方面 |
| 4      | D 大阪線 | 上り | 大阪上本町方面     |

- プラットホーム

## 利用状況
2024年11月12日における1日乗降人員は10,331人である。
近年における1日乗降人員の推移は下表の通り。
| 年度               | 特定日利用状況 | 特定日利用状況 | 特定日利用状況 | 特定日利用状況 | 1日平均 乗車人員 | 出典        | 出典          | 出典         |
| 年度               | 調査日         | 乗車人員       | 降車人員       | 乗降人員       | 1日平均 乗車人員 | 近鉄        | 大阪府        | 大阪市       |
| ------------------ | -------------- | -------------- | -------------- | -------------- | ---------------- | ----------- | ------------- | ------------ |
| 1990年（平成02年） | 11月06日       | 9,902          | 9,838          | 19,740         |                  |             | [ 大阪府 1 ]  |              |
| 1991年（平成03年） | -              | -              | -              | -              |                  |             | [ 大阪府 2 ]  |              |
| 1992年（平成04年） | 11月10日       | 9,063          | 9,120          | 18,183         |                  |             | [ 大阪府 3 ]  |              |
| 1993年（平成05年） | -              | -              | -              | -              |                  |             | [ 大阪府 4 ]  |              |
| 1994年（平成06年） | -              | -              | -              | -              |                  |             | [ 大阪府 5 ]  |              |
| 1995年（平成07年） | 12月05日       | 8,728          | 8,711          | 17,439         |                  |             | [ 大阪府 6 ]  |              |
| 1996年（平成08年） | -              | -              | -              | -              |                  |             | [ 大阪府 7 ]  |              |
| 1997年（平成09年） | -              | -              | -              | -              |                  |             | [ 大阪府 8 ]  |              |
| 1998年（平成10年） | 11月10日       | 7,943          | 7,977          | 15,920         |                  |             | [ 大阪府 9 ]  |              |
| 1999年（平成11年） | -              | -              | -              | -              |                  |             | [ 大阪府 10 ] |              |
| 2000年（平成12年） | 11月07日       | 7,581          | 7,810          | 15,391         |                  | [ 近鉄 1 ]  | [ 大阪府 11 ] |              |
| 2001年（平成13年） | -              | -              | -              | -              | 7,142            |             | [ 大阪府 12 ] | [ 大阪市 1 ] |
| 2002年（平成14年） | -              | -              | -              | -              | 6,765            |             | [ 大阪府 13 ] | [ 大阪市 1 ] |
| 2003年（平成15年） | 11月11日       | 6,650          | 7,076          | 13,726         | 6,407            | [ 近鉄 2 ]  | [ 大阪府 14 ] | [ 大阪市 1 ] |
| 2004年（平成16年） | -              | -              | -              | -              | 6,143            |             | [ 大阪府 15 ] | [ 大阪市 1 ] |
| 2005年（平成17年） | 11月08日       | 5,941          | 6,134          | 12,075         | 5,979            | [ 近鉄 3 ]  | [ 大阪府 16 ] | [ 大阪市 1 ] |
| 2006年（平成18年） | -              | -              | -              | -              | 5,874            |             | [ 大阪府 17 ] | [ 大阪市 1 ] |
| 2007年（平成19年） | -              | -              | -              | -              | 5,652            |             | [ 大阪府 18 ] | [ 大阪市 1 ] |
| 2008年（平成20年） | 11月18日       | 5,468          | 5,611          | 11,079         | 5,520            | [ 近鉄 4 ]  | [ 大阪府 19 ] | [ 大阪市 1 ] |
| 2009年（平成21年） | -              | -              | -              | -              | 5,385            |             | [ 大阪府 20 ] | [ 大阪市 1 ] |
| 2010年（平成22年） | 11月09日       | 5,100          | 5,305          | 10,405         | 5,200            | [ 近鉄 5 ]  | [ 大阪府 21 ] | [ 大阪市 1 ] |
| 2011年（平成23年） | -              | -              | -              | -              | 5,123            |             | [ 大阪府 22 ] | [ 大阪市 1 ] |
| 2012年（平成24年） | 11月13日       | 4,937          | 5,110          | 10,047         | 5,045            | [ 近鉄 6 ]  | [ 大阪府 23 ] | [ 大阪市 1 ] |
| 2013年（平成25年） | -              | -              | -              | -              | 5,111            |             | [ 大阪府 24 ] | [ 大阪市 1 ] |
| 2014年（平成26年） | -              | -              | -              | -              | 5,089            |             | [ 大阪府 25 ] | [ 大阪市 1 ] |
| 2015年（平成27年） | 11月10日       | 5,350          | 5,321          | 10,671         | 5,358            | [ 近鉄 7 ]  | [ 大阪府 26 ] | [ 大阪市 1 ] |
| 2016年（平成28年） | -              | -              | -              | -              | 5,414            |             | [ 大阪府 27 ] | [ 大阪市 1 ] |
| 2017年（平成29年） | -              | -              | -              | -              | 5,507            |             | [ 大阪府 28 ] | [ 大阪市 1 ] |
| 2018年（平成30年） | 11月13日       | 5,436          | 5,465          | 10,901         | 5,651            | [ 近鉄 8 ]  | [ 大阪府 29 ] | [ 大阪市 1 ] |
| 2019年（令和元年） | -              | -              | -              | -              | 5,805            |             | [ 大阪府 30 ] | [ 大阪市 2 ] |
| 2020年（令和02年） | -              | -              | -              | -              | 4,528            |             | [ 大阪府 31 ] | [ 大阪市 3 ] |
| 2021年（令和03年） | 11月09日       | 4,969          | 4,875          | 9,844          | 4,806            | [ 近鉄 9 ]  | [ 大阪府 32 ] | [ 大阪市 4 ] |
| 2022年（令和04年） | 11月08日       | 5,075          | 4,932          | 10,007         | 5,329            | [ 近鉄 10 ] | [ 大阪府 33 ] | [ 大阪市 5 ] |
| 2023年（令和05年） | 11月07日       | 5,138          | 5,063          | 10,201         | 5,510            | [ 近鉄 11 ] | [ 大阪府 34 ] | [ 大阪市 6 ] |
| 2024年（令和06年） | 11月12日       |                |                | 10,331         |                  | [ 近鉄 12 ] |               |              |

## 駅周辺
- 近鉄今里駅前通商店街
- いつみ商店街
- 今里新地
- 西敬（イカリボシ）本社
- ソニック 本社
- 大阪商工信用金庫 今里支店
- 生野新今里郵便局
- 今里診療所
- 生野中央病院
- 新今里公園
- 大阪市立片江小学校
- 大阪市立東生野中学校
- 北八尾街道
- 新深江駅 - Osaka Metro千日前線（徒歩約7分）
- 今里駅 - Osaka Metro千日前線・今里筋線（今里交差点地下、徒歩約10分）
- 大阪シティバス12号系統「新今里」停留所（徒歩約5分）

## 隣の駅
近畿日本鉄道
A 奈良線・D 大阪線
■快速急行・■急行・■準急・■区間準急
通過
■普通
鶴橋駅 (A04/D04) - 今里駅 (A05/D05) - 布施駅 (A06/D06)
- 括弧内は駅番号を示す。

### 記事本文